# Aplochiton taeniatus
Aplochiton taeniatus är en fiskart som beskrevs av Leonard Jenyns 1842. Aplochiton taeniatus ingår i släktet Aplochiton och familjen Galaxiidae. IUCN kategoriserar arten globalt som otillräckligt studerad. Inga underarter finns listade i Catalogue of Life.